# セルトレイ
セルトレイとは、小さいくさび形のポットが連結して並んでいる育苗パネルのこと。このトレイを用いて生産した苗のことをセル成型苗という。現在、野菜や花きの移植栽培の多くの場面でセルトレイが活用されている。
レタスやキャベツなどの葉菜類ではセル成型苗用の定植機が開発され、セルトレイから苗を抜き取って植付けるまでの作業を自動的に行うことができるようになり、野菜生産における省力化に貢献している。